# ليف جورن
ليف جورن (بالإنجليزية: Lev Gorn)‏ هو ممثل أمريكي، ولد في 1971 في روسيا.

## وصلات خارجية
- ليف جورن على موقع IMDb (الإنجليزية)
- ليف جورن على موقع قاعدة بيانات الفيلم (الإنجليزية)